# El Tránsito
El Tránsito é um município localizado no departamento de San Miguel, em El Salvador.